# HD 197036
HD 197036 ist ein Stern mit der scheinbaren Helligkeit 6,614 im Sternbild Cygnus. Der Stern ist von der Erde etwa 2000 Lichtjahre (ca. 600 Parsec) weit entfernt und ist ein bläulich-weißer Unterriese des Spektraltyps B5IV. Die Temperatur auf der Sternoberfläche beträgt zwischen 11.000 und 25.000 Kelvin. Der Himmelskörper ist damit heißer, größer und heller als unsere Sonne und kann bei Sternenbeobachtungen in der Nähe des Sternes Deneb gefunden werden. Der Stern befindet sich bei Rektaszension 20h 39m 23.1285s und der Deklination +45° 40' 00.881"

## Andere Bezeichnungen
Der Stern trägt je nach Katalog auch die Bezeichnungen HR 7912, BD+45°3233, SAO 49898, HIP 101934, GC 28793, GSC 03574-03107.